# Compagnie du chemin de fer métropolitain de Paris
Pour les articles homonymes, voir CMP.
La Compagnie du chemin de fer métropolitain de Paris (CMP) assure l'exploitation de l'intégralité des lignes du métro de Paris de sa fondation le 18 avril 1899 jusqu'à son intégration à la Régie autonome des transports parisiens (RATP) en 1949.

## Les débuts

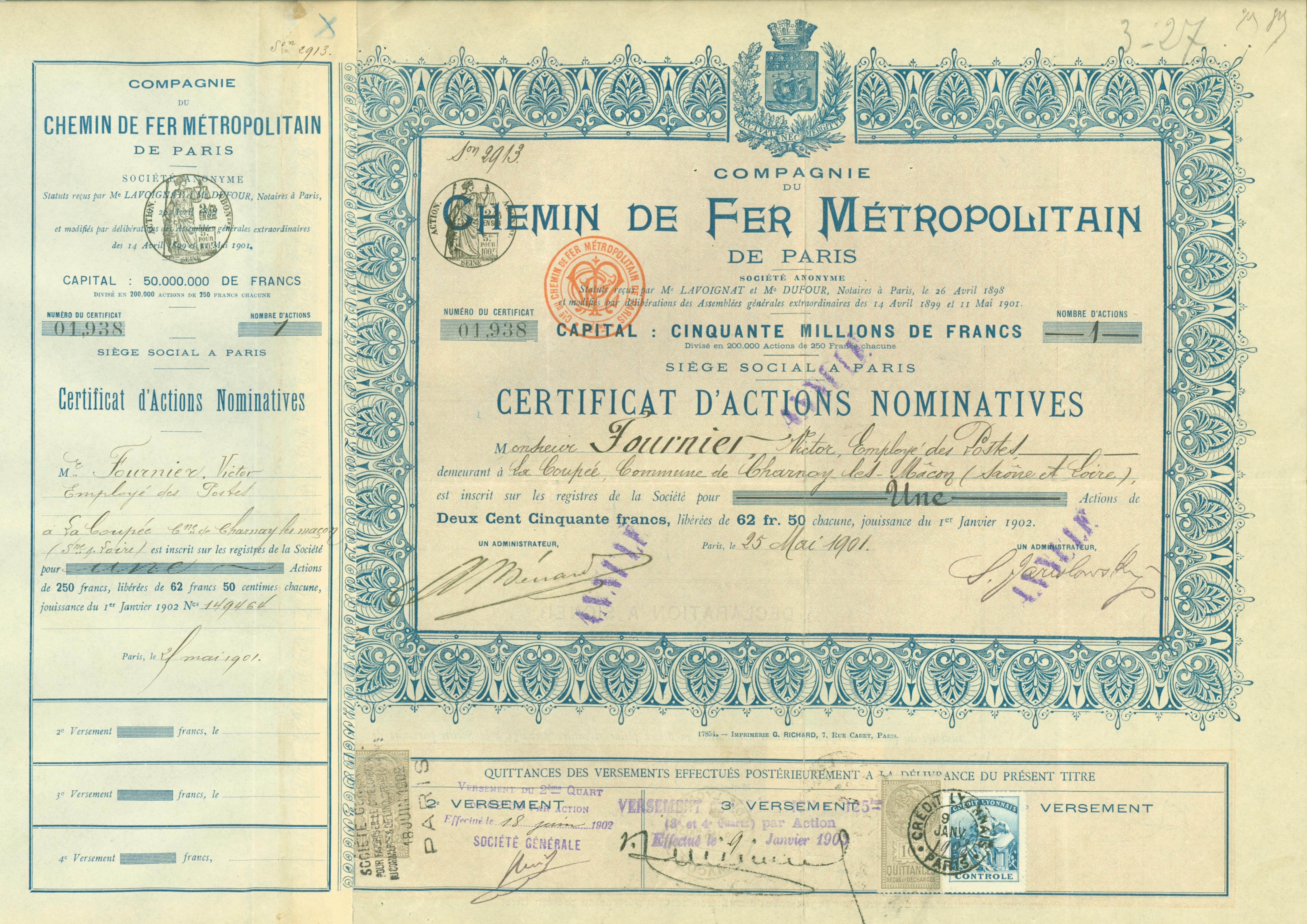
Action de la Compagnie du Chemin de Fer Métropolitain de Paris S. A. en date du 25 mai 1901.

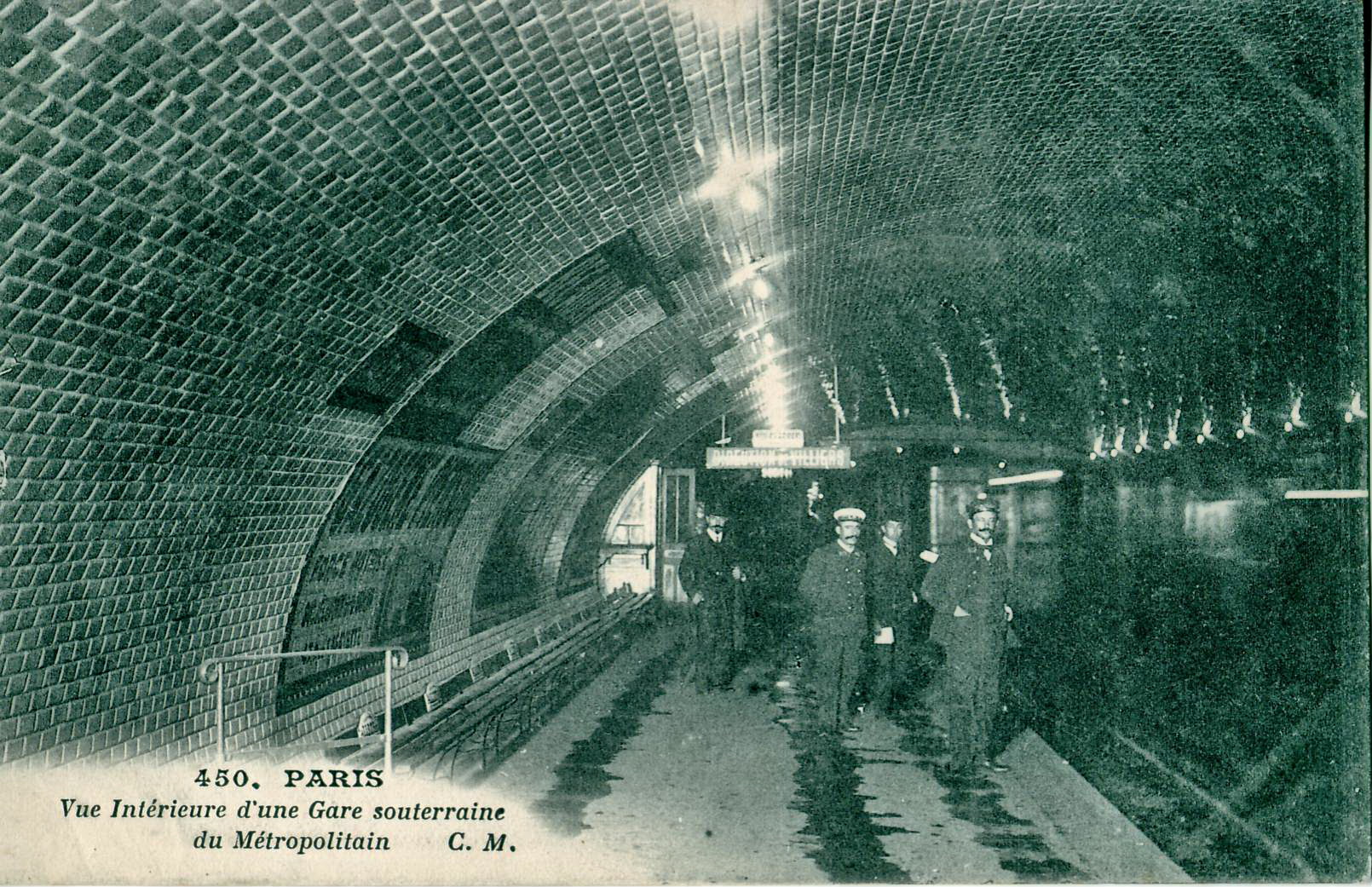
Une des stations du métro, au début de l'exploitation du réseau.

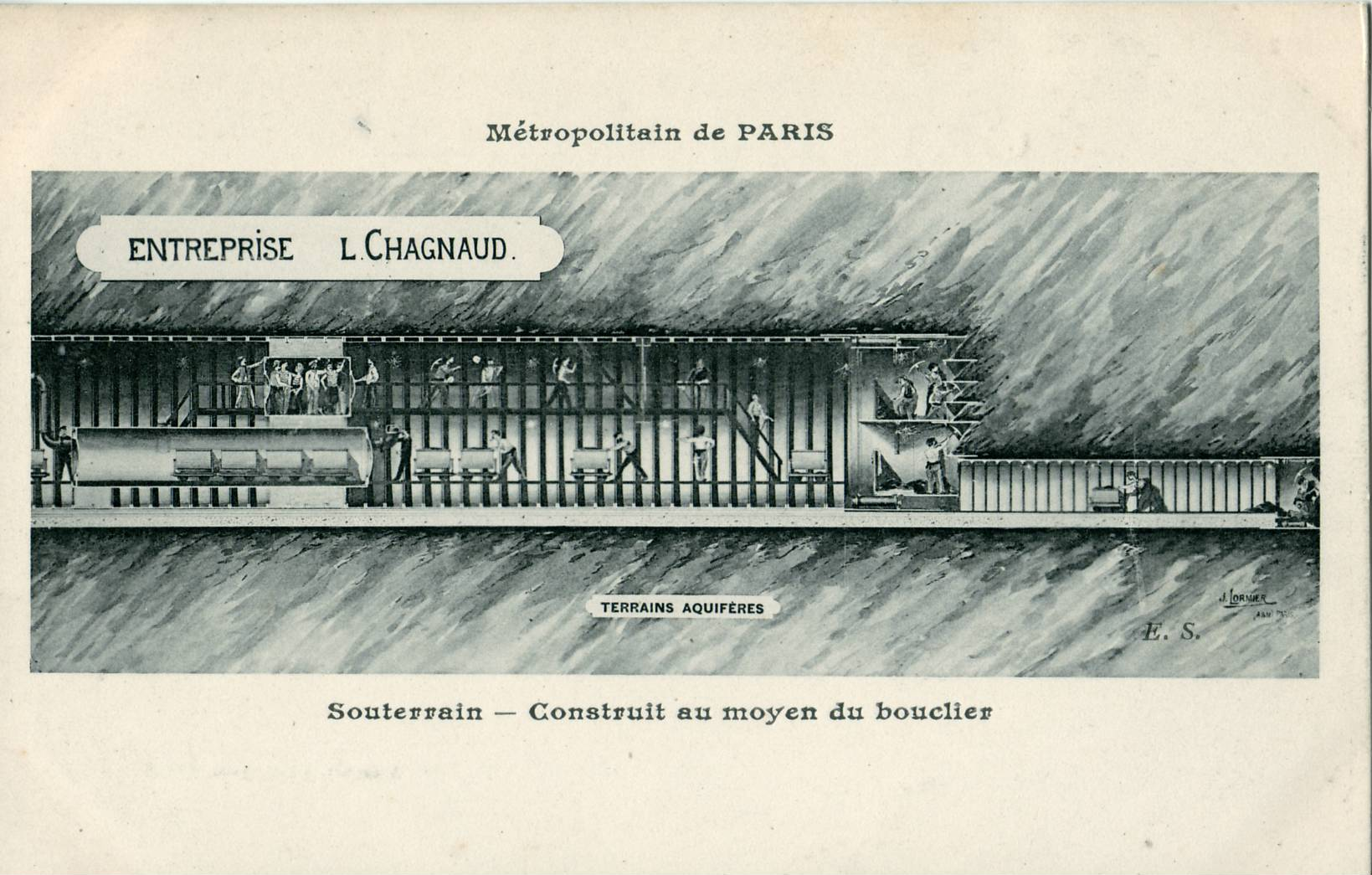
Les ouvrages d'art du métropolitain ont été réalisés par la Ville de Paris selon diverses techniques.
Ici, un tunnelier creuse les tunnels, puis les ouvriers enlèvent les déblais et mettent des palplanches pour maintenir l'ouvrage en construction.

Au terme d'une longue opposition sur des choix technique et politique entre la Ville de Paris et l'Administration des chemins de fer de l'État, des choix sont opérés quelques années avant l'Exposition universelle de 1900. Le 22 novembre 1895, la Ville de Paris obtient que le ministre des Travaux publics Louis Barthou concède à la Ville la conception et la maîtrise d'ouvrage d'un chemin de fer métropolitain dans Paris intra muros. Le projet est déclaré d’utilité publique, « à titre d’intérêt local, l’établissement dans Paris d’un chemin de fer métropolitain à traction électrique, destiné au transport des voyageurs et de leur bagages à main » par la loi du 30 mars 1898, pour la construction de six lignes sur un matériel doté d'un gabarit de 2,40 m. Les travaux démarrent en novembre 1898.
Les travaux d'ouvrages d'art (tunnels, viaducs et stations) sont confiés à la Ville ; ceux des accès, des voies et l'exploitation le sont à un concessionnaire. Le conseil municipal choisit en 1897 la Compagnie générale de traction, propriété du baron belge Édouard Louis Joseph Empain. La Compagnie générale de traction s'associe avec les établissements Schneider du Creusot et fonde la Compagnie du chemin de fer métropolitain de Paris (CMP), actée par décret le 18 avril 1899 avec un apport de 100 000 actions de 250 francs.

## Les premières lignes
La construction commence sous la responsabilité de l'ingénieur Fulgence Bienvenüe et la ligne 1 (Porte de Vincennes - Porte Maillot) est ouverte le 19 juillet 1900 après vingt mois de travaux.

## Les fusions
Le 1er janvier 1931, la CMP achète la Société du chemin de fer électrique souterrain Nord-Sud de Paris dont les lignes A et B deviendront respectivement les lignes 12 et 13.
Le 18 janvier 1938, la CMP reprend la ligne de Sceaux entre Massy, Robinson et Luxembourg, qui était exploitée jusque-là par la Compagnie du chemin de fer de Paris à Orléans (PO).
Le 1er janvier 1942, le gouvernement de Vichy remplace le Comité des transports parisiens (autorité organisatrice instituée le 12 novembre 1938) par le Conseil des Transports Parisiens dont sont exclus les représentants du conseil municipal de Paris et du département de la Seine. Ce Conseil impose l'exploitation du réseau d'autobus par la CMP, dès début août 1941, avant même la publication légale de la fusion. À cette période difficile, on doit l'unité du réseau parisien, dont les deux mesures phares sont le tarif unique et la complémentarité des réseaux souterrains et de surface.
Après la Libération, le nouveau ministre des Transports René Mayer écarte la CMP le 3 janvier 1945 et la remplace par une Administration provisoire des transports parisiens (APTP) chargée d'assurer le fonctionnement des réseaux avant la mise en place d'un nouveau régime juridique.
La loi no 48-506 du 21 mars 1948 alloue une indemnité à la CMP pour rupture de la concession au 1er janvier 1945 et lui impose de changer de nom et d'activité. Les archives du personnel de la CMP ont été conservées.